# دوار ماء
دوار ماء (به عربی: دوار الماء) یک شهرداری در الجزایر است که در ناحیه طالب العربی واقع شده‌است. دوار ماء ۵٬۵۴۳ نفر جمعیت دارد و ۵۲ متر بالاتر از سطح دریا واقع شده‌است.